# أنايس
أنايس (بالفرنسية: Anaïs)‏ هي مغنية فرنسية، ولدت في 1 مارس 1965 في باريس في فرنسا.

## وصلات خارجية
- أنايس على موقع ميوزك برينز (الإنجليزية)
- أنايس على موقع ديسكوغز (الإنجليزية)
- أنايس على موقع ديسكوغز (الإنجليزية)